# Boneshaker (album)
 (juin 2025).
La mise en forme du texte ne suit pas les recommandations de Wikipédia : il faut le « wikifier ».
Les points d'amélioration suivants sont les cas les plus fréquents :
- Les titres sont pré-formatés par le logiciel. Ils ne sont ni en capitales, ni en gras.
- Le texte ne doit pas être écrit en capitales (les noms de famille non plus), ni en gras, ni en italique, ni en « petit »…
- Le gras n'est utilisé que pour surligner le titre de l'article dans l'introduction, une seule fois.
- L'italique est rarement utilisé : mots en langue étrangère, titres d'œuvres, noms de bateaux, etc.
- Les citations ne sont pas en italique mais en corps de texte normal. Elles sont entourées par des guillemets français : « et ».
- Les listes à puces sont à éviter, des paragraphes rédigés étant largement préférés. Les tableaux sont à réserver à la présentation de données structurées (résultats, etc.).
- Les appels de note de bas de page (petits chiffres en exposant, introduits par l'outil «  Source ») sont à placer entre la fin de phrase et le point final[comme ça].
- Les liens internes (vers d'autres articles de Wikipédia) sont à choisir avec parcimonie. Créez des liens vers des articles approfondissant le sujet. Les termes génériques sans rapport avec le sujet sont à éviter, ainsi que les répétitions de liens vers un même terme.
- Les liens externes sont à placer uniquement dans une section « Liens externes », à la fin de l'article. Ces liens sont à choisir avec parcimonie suivant les règles définies. Si un lien sert de source à l'article, son insertion dans le texte est à faire par les notes de bas de page.
- La présentation des références doit suivre les conventions bibliographiques. Il est recommandé d'utiliser les modèles {{Ouvrage}}, {{Chapitre}}, {{Article}}, {{Lien web}} et/ou {{Bibliographie}}. Le mode d'édition visuel peut mettre en forme automatiquement les références.
- Insérer une infobox (cadre d'informations à droite) n'est pas obligatoire pour parachever la mise en page.

Pour une aide détaillée, merci de consulter Aide:Wikification.
Si vous pensez que ces points ont été résolus, vous pouvez retirer ce bandeau et améliorer la mise en forme d'un autre article.
Albums de Airbourne
Breakin' Outta Hell
(2016) Gutsy
(2025)
Singles
1. Boneshaker
2. Backseat Boogie

Boneshaker est le cinquième album studio du groupe de hard rock australien Airbourne, sorti le 25 octobre 2019 via Spinefarm et a été produit par Dave Cobb.
C'est le premier et le seul album d'Airbourne avec Matt "Harri" Harrison à la guitare rythmique, prenant la place du guitariste du groupe et membre original de longue date David Roads, parti en 2017. 
Un premier single, Boneshaker sort, suivi d'un deuxième single, Backseat Boogie. Des vidéo-clips ont été réalisés pour les chansons Boneshaker, Backseat Boogie et Burnout the Nitro.
Le riff de la chanson Rock 'n' Roll for Life ressemble beaucoup à la chanson Let There Be Rock d'AC/DC, mais avec un tempo plus rapide.

## Réception
L'album a fini à la deuxième place du UK Rock & Metal Albums, à la septième place en Allemagne et en Suisse, à la onzième place en Écosse, à la 14 place en Australie, à la 16 place en Autriche, à la dix-huitième place en Finlande, à la vingt-et-unième place en Suède, à la vingt-troisième place en Espagne, à la trente-septième place en France, à la trente-neuvième place au Royaume-Uni, à la quarante-septième et quatre-vingt-dix-huitième en Belgique et à la quatre-vingt-dixième place en Tchéquie.

## Liste des titres
Toutes les chansons sont écrites et composées par Joel O'Keeffe, Ryan O'Keeffe, Dave Cobb.
| Boneshaker | Boneshaker               | Boneshaker | Boneshaker | Boneshaker | Boneshaker | Boneshaker | Boneshaker | Boneshaker | Boneshaker |
| No         | Titre                    | Durée      |            |            |            |            |            |            |            |
| ---------- | ------------------------ | ---------- | ---------- | ---------- | ---------- | ---------- | ---------- | ---------- | ---------- |
| 1.         | "Boneshaker"             | 3:30       |            |            |            |            |            |            |            |
| 2.         | "Burnout the Nitro"      | 3:31       |            |            |            |            |            |            |            |
| 3.         | "This Is our City"       | 3:05       |            |            |            |            |            |            |            |
| 4.         | "Sex to Go"              | 2:34       |            |            |            |            |            |            |            |
| 5.         | "Backseat Boogie"        | 3:23       |            |            |            |            |            |            |            |
| 6.         | "Blood in the Water"     | 2:23       |            |            |            |            |            |            |            |
| 7.         | "She Gives Me Hell"      | 2:47       |            |            |            |            |            |            |            |
| 8.         | "Switchblade Angel"      | 2:06       |            |            |            |            |            |            |            |
| 9.         | "Weapon of War"          | 4:37       |            |            |            |            |            |            |            |
| 10.        | "Rock 'n' Roll for Life" | 2:40       |            |            |            |            |            |            |            |
| 30:36      |                          |            |            |            |            |            |            |            |            |

| Live Bonus Track in Deluxe Edition | Live Bonus Track in Deluxe Edition                         | Live Bonus Track in Deluxe Edition | Live Bonus Track in Deluxe Edition | Live Bonus Track in Deluxe Edition | Live Bonus Track in Deluxe Edition | Live Bonus Track in Deluxe Edition | Live Bonus Track in Deluxe Edition | Live Bonus Track in Deluxe Edition | Live Bonus Track in Deluxe Edition |
| No                                 | Titre                                                      | Durée                              |                                    |                                    |                                    |                                    |                                    |                                    |                                    |
| ---------------------------------- | ---------------------------------------------------------- | ---------------------------------- | ---------------------------------- | ---------------------------------- | ---------------------------------- | ---------------------------------- | ---------------------------------- | ---------------------------------- | ---------------------------------- |
| 11.                                | "Boneshaker (Live At Wacken, Germany / 2019)"              | 3:50                               |                                    |                                    |                                    |                                    |                                    |                                    |                                    |
| 12.                                | "Heartbreaker (Live In Andalsnes RaumaRock, Norway / 2019) | 3:57                               |                                    |                                    |                                    |                                    |                                    |                                    |                                    |
| 13.                                | "Raise the Flag (Live At Wacken, Germany / 2019)"          | 4:44                               |                                    |                                    |                                    |                                    |                                    |                                    |                                    |
| 43:07                              |                                                            |                                    |                                    |                                    |                                    |                                    |                                    |                                    |                                    |

## Personnel
- Joel O'Keeffe - guitare lead, chant principale  (depuis la formation)
- Ryan O'Keeffe - batterie (depuis la formation)
- Justin Street - guitare basse, chœurs (depuis 2003)
- Matt "Harri" Harrisson - guitare rythmique, chœurs (depuis 2017)

## Charts
| Chart (2019)                                | Position maximale |
| ------------------------------------------- | ----------------- |
| Albums australiens (ARIA)                   | 14                |
| Albums autrichiens (Ö3 Autriche)            | 16                |
| Albums belges (Ultratop Flanders)           | 98                |
| Albums belges (Ultratop Wallonia)           | 47                |
| Albums tchèques (ČNS IFPI)                  | 90                |
| Albums finlandais (Suomen virallinen lista) | 18                |
| Albums français (SNEP)                      | 37                |
| Albums allemands (Offizielle Top 100)       | 7                 |
| Albums écossais (OCC)                       | 11                |
| Albums espagnols (PROMUSICAE)               | 23                |
| Albums suédois (Sverigetopplistan)          | 21                |
| Albums suisses (Schweizer Hitparade)        | 7                 |
| Albums britanniques (OCC)                   | 39                |
| UK Rock & Metal Albums (OCC)                | 2                 |